# Twierdzenie Maya
Twierdzenie Maya – twierdzenie sformułowane w 1952 roku przez Kennetha Maya, mówiące, że metoda zwykłej większości jest jedyną funkcją wyboru publicznego (jedyną ordynacją wyborczą) między dwiema opcjami spełniającą warunki decyzyjności, mocnej monotoniczności, anonimowości i neutralności.

## Sformułowania twierdzenia
"Jedyną regułą wyboru społecznego między dwiema opcjami spełniającą warunki decyzyjności, monotoniczności, anonimowości i neutralności jest metoda zwykłej większości."
Twierdzenie to bywa formułowane również następująco:
Funkcja wyboru społecznego jest metodą zwykłej większości wtedy i tylko wtedy, kiedy spełnia aksjomaty decyzyjności, monotoniczności, anonimowości i neutralności.
W obu tych formułowaniach zakłada się oczywiście, że liczba wyborców jest nieparzysta, w przeciwnym wypadku metoda zwykłej większości może bowiem nie rozstrzygać. Czasem założenie to jest włączane do treści twierdzenia, jak w poniższym sformułowaniu:
Funkcja wyboru społecznego przy nieparzystej liczbie głosujących spełnia aksjomaty decyzyjności, monotoniczności, anonimowości i neutralności wtedy i tylko wtedy, kiedy jest metodą zwykłej większości.

## Aksjomaty
W treści twierdzenia zostają użyte 4 aksjomaty. Poniżej zaprezentowano ich wyjaśnienie:
- aksjomat decyzyjności – dla każdego rozkładu preferencji wśród wyborców funkcja wyboru społecznego określa wybór społeczny
- aksjomat mocnej monotoniczności – jeżeli za pomocą danej funkcji społeczeństwo preferuje alternatywę x nad alternatywę y w sposób słaby, tj. jeżeli wynikiem jest "x lub remis", to jeżeli jeden z wyborców zmieni swoje preferencje z y na rzecz remisu lub x albo z remisu na rzecz x to preferencja społeczeństwa zmieni się na preferowanie x nad y w sposób mocny (tzn. wynikiem będzie x)
- aksjomat anonimowości – jeżeli dwóch wyborców zamieni się swoimi indywidualnymi preferencjami, to nie wpłynie to na wybór społeczny
- aksjomat neutralności – jeżeli indywidualne preferencje wszystkich wyborców wobec pary alternatyw x, y są takie same jak wobec pary alternatyw x', y', to preferencja społeczna jest taka sama wobec obu par alternatyw